# Trestickan, Bohuslän
Trestickan är en sjö i Munkedals kommun i Bohuslän och ingår i Örekilsälvens huvudavrinningsområde.